# Boswèl·lia
Boswellia és un gènere de plantes amb flor de la família Burseraceae.

## Característiques
N'hi ha quatre espècies de plantes arbustives del gènere que produeixen resines o gomes fragants a partir de les quals s'obté encens de diverses qualitats. La més important és la Boswellia sacra.
Aquestes i altres espècies del gènere Boswellia s'utilitzen en la medicina ayurvèdica. Tenen propietats farmacològiques com a antiinflamatori i s'utilitzen tradicionalment en el tractament de l'asma. L'escorça de Boswellia dalzielii s'ha utilitzat a la medicina tradicional de l'Àfrica Occidental per tractar el reumatisme, la febre i els problemes gastrointestinals. Alguns estudis documenten l'ús de l'encens de boswèl·lia en el tractament de la depressió.

## Taxonomia
- Boswellia ameero
- Boswellia bullata
- Boswellia dalzielii
- Boswellia dioscorides
- Boswellia elongata
- Boswellia frereana Birdw.[4]
- Boswellia nana
- Boswellia neglecta S. Moore[4]
- Boswellia ogadensis
- Boswellia pirottae
- Boswellia papyrifera[4]
- Boswellia popoviana
- Boswellia rivae
- Boswellia sacra Flueck. syn. Boswellia carterii Birdw.[4]
- Boswellia serrata Roxb. ex Colebr.[4]
- Boswellia socotrana Balf. f.[4]

## Galeria

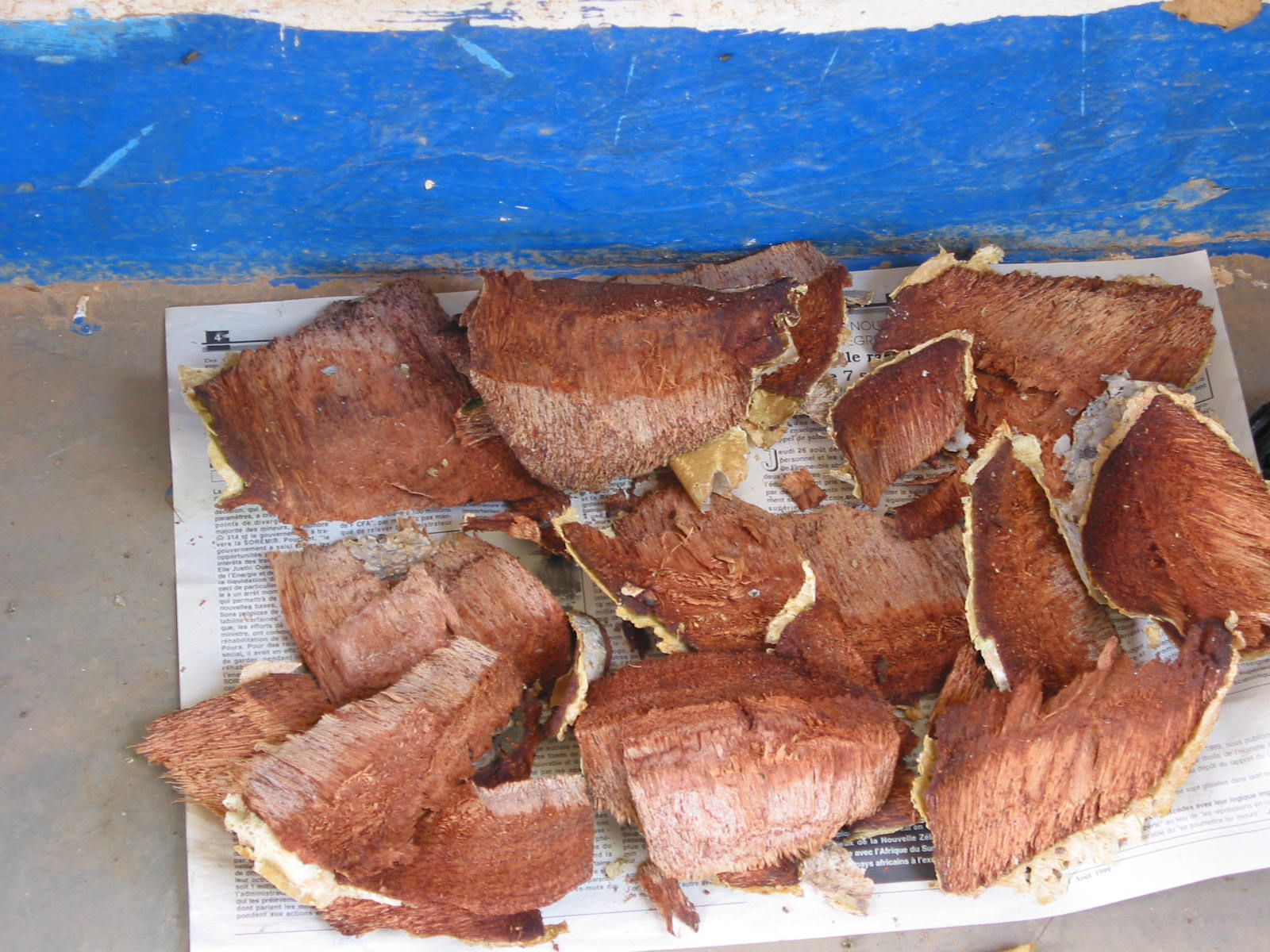
Boswellia dalzielii; escorça